# الیکو، بخش ایدا-ویرو
الیکو، بخش ایدا-ویرو (به لاتین: Alliku, Ida-Viru County) یک روستا در استونی است که در دهستان ایساکو واقع شده‌است.